# Sikao (huyện)
Sikao (tiếng Thái: สิเกา) là một huyện (amphoe) ở vùng tây bắc của tỉnh Trang, Thái Lan.
Huyện Sikao được thành lập năm 1887. Trụ sở huyện hiện nay được chính thức mở cửa ngày 1 tháng 3 năm 1987.

## Địa lý
Các huyện giáp ranh (từ phía tây bắc theo chiều kim đồng hồ) là: Khlong Thom của tỉnh Krabi, Wang Wiset, Mueang Trang và Kantang của tỉnh Trang. Về phía tây là biển Andaman.

## Hành chính
Huyện này được chia thành 5 phó huyện (tambon), các đơn vị này lại được chia ra thành 40 làng (muban). Có hai thị trấn (thesaban tambon) - Sikao nằm trên một phần của tambon Bo Hin, và Khuan Kun nằm trên một phần của Kalase. Có 5 Tổ chức hành chính tambon.
| \| STT. \| Tên \| Tên Thái \| Số làng \| Dân số \| \| \| ---- \| -------------- \| ---------- \| ------- \| ------ \| \| \| 1. \| Bo Hin \| บ่อหิน \| 9 \| 7.780 \| \| \| 2. \| Khao Mai Kaeo \| เขาไม้แก้ว \| 9 \| 5.961 \| \| \| 3. \| Kalase \| กะลาเส \| 8 \| 7.611 \| \| \| 4. \| Mai Fat \| ไม้ฝาด \| 7 \| 8.296 \| \| \| 5. \| Na Mueang Phet \| นาเมืองเพชร \| 7 \| 4.838 \| \| | Map of Tambon  |            |         |        |  |
| STT. | Tên            | Tên Thái   | Số làng | Dân số |  |
| 1. | Bo Hin         | บ่อหิน       | 9       | 7.780  |  |
| 2. | Khao Mai Kaeo  | เขาไม้แก้ว   | 9       | 5.961  |  |
| 3. | Kalase         | กะลาเส     | 8       | 7.611  |  |
| 4. | Mai Fat        | ไม้ฝาด      | 7       | 8.296  |  |
| 5. | Na Mueang Phet | นาเมืองเพชร | 7       | 4.838  |  |